# Bilderbergconferentie 1959
De Bilderbergconferentie van 1959 werd gehouden van 18 t/m 20 september 1959 in Yeşilköy, Turkije. Vermeld zijn de officiële agenda indien bekend, alsmede namen van deelnemers indien bekend. Achter de naam van de opgenomen deelnemers staat de hoofdfunctie die ze op het moment van uitnodiging uitoefenden.

## Agenda
- Unity and Division in Western Policy: (Eenheid en Verscheidenheid in het Westers Beleid)
  - What are the positive and negative implications of recent strategic developments for the West? (Wat zijn de positieve en negatieve uitwerkingen van recentelijke strategische ontwikkelingen voor het Westen?)
  - What are the Western objectives in international economic development and how can we achieve them? (Wat zijn de Westerse doelstellingen betreffende internationale economische ontwikkelingen en hoe kunnen we deze bereiken?)
  - What are the elements in the evolving picture in tropical Africa that may affect Western unity? (Welke elementen in het langzaam veranderende beeld van tropisch Afrika zijn mogelijk van invloed op de Westerse eenheid?)

## Deelnemers
- Nederland - Prins Bernhard, prins-gemaal, Nederland, voorzitter
- Nederland - Albert Aukes, Nederlands bankier
- Nederland - Ernst van der Beugel, Nederlands emeritus hoogleraar Internationale Betrekkingen RU Leiden
- Nederland - Paul Rijkens, president Unilever

1954 ·
1955 (1) ·
1955 (2) ·
1956 ·
1957 (1) ·
1957 (2) ·
1958 ·
1959 ·
1960 ·
1961 ·
1962 ·
1963 ·
1964 ·
1965 ·
1966 ·
1967 ·
1968 ·
1969 ·
1970 ·
1971 ·
1972 ·
1973 ·
1974 ·
1975 ·
(1976) ·
1977 ·
1978 ·
1979 ·
1980 ·
1981 ·
1982 ·
1983 ·
1984 ·
1985 ·
1986 ·
1987 ·
1988 ·
1989 ·
1990 ·
1991 ·
1992 ·
1993 ·
1994 ·
1995 ·
1996 ·
1997 ·
1998 ·
1999 ·
2000 ·
2001 ·
2002 ·
2003 ·
2004 ·
2005 ·
2006 ·
2007 ·
2008 ·
2009 ·
2010 ·
2011 ·
2012 ·
2013 ·
2014 ·
2015 ·
2016 ·
2017 ·
2018 ·
2019 ·
2020 ·
2021 ·
2022 ·
2023